# حكومة سلام فياض الثالثة
حكومة سلام فياض الثالثة هي الحكومة الفلسطينية الرابعة عشر، كانت برئاسة سلام فياض، واستمرت منذ 16 مايو 2012 حتى 6 يونيو 2013.

## تشكيلة الوزراء
تكون مجلس وزراء حكومة سلام فياض الثالثة من 24 وزيرًا بينهم ست سيدات فقط.
|    | الحقيبة الوزارية                     | الاسم                                      | الاسم                                               |
| -- | ------------------------------------ | ------------------------------------------ | --------------------------------------------------- |
| 1  | رئيس وزراء السلطة الوطنية الفلسطينية | سلام خالد عبد الله فياض                    | سلام خالد عبد الله فياض                             |
| 2  | وزير الشؤون الخارجية                 | رياض نجيب عبد الرحمن المالكي               | رياض نجيب عبد الرحمن المالكي                        |
| 3  | وزير الداخلية                        | سعيد عبد الرحمن أحمد أبو علي               | سعيد عبد الرحمن أحمد أبو علي                        |
| 4  | وزير النقل والمواصلات                | علي زيدان محمود أبو زهري                   | علي زيدان محمود أبو زهري                            |
| 5  | وزير المالية                         | نبيل قسيس (16 مايو 2012–3 مارس 2013)       | سلام خالد عبد الله فياض (3 مارس 2013 –6 يونيو 2013) |
| 6  | وزير الاقتصاد الوطني                 | جواد ناجي عوض حرز الله                     | جواد ناجي عوض حرز الله                              |
| 7  | وزير العمل                           | أحمد عبد السلام حسن مجدلاني                | أحمد عبد السلام حسن مجدلاني                         |
| 8  | وزير الحكم المحلي                    | خالد القواسمي                              | خالد القواسمي                                       |
| 9  | وزير الأشغال العامة والإسكان         | ماهر محمد راتب غنيم                        | ماهر محمد راتب غنيم                                 |
| 10 | وزيرة السياحة والآثار                | رولا نبيل جبران معايعة                     | رولا نبيل جبران معايعة                              |
| 11 | وزير الصحة                           | هاني عابدين                                | هاني عابدين                                         |
| 12 | وزير الأوقاف والشؤون الدينية         | محمود صدقي عبد الرحمن الهباش               | محمود صدقي عبد الرحمن الهباش                        |
| 13 | وزيرة التربية والتعليم               | لميس العلمي                                | لميس العلمي                                         |
| 14 | وزير التعليم العالي                  | علي الجرباوي                               | علي الجرباوي                                        |
| 15 | وزيرة الاتصالات وتكنولوجيا المعلومات | صفاء علي طه ناصر الدين                     | صفاء علي طه ناصر الدين                              |
| 16 | وزير العدل                           | علي جميل مصطفى مهنا                        | علي جميل مصطفى مهنا                                 |
| 17 | وزير الزراعة                         | وليد محمود محمد عسّاف                       | وليد محمود محمد عسّاف                                |
| 18 | وزيرة الثقافة                        | سهام البرغوثي                              | سهام البرغوثي                                       |
| 19 | وزيرة الشؤون الاجتماعية              | ماجدة محمد حمدي راغب المصري                | ماجدة محمد حمدي راغب المصري                         |
| 20 | وزيرة شؤون المرأة                    | ربيحة ذياب حسين حمدان                      | ربيحة ذياب حسين حمدان                               |
| 21 | وزير شؤون الأسرى والمحررين           | عيسى أحمد عبد الحميد قراقع                 | عيسى أحمد عبد الحميد قراقع                          |
| 22 | وزير دولة لشوؤن التخطيط              | محمد عوني محمد أبو رمضان                   | محمد عوني محمد أبو رمضان                            |
| 23 | وزير شؤون القدس                      | عدنان غالب جواد الحسيني                    | عدنان غالب جواد الحسيني                             |
| 24 | وزير شؤون البيئة                     | يوسف عطا الله إبراهيم أبو صفية             | يوسف عطا الله إبراهيم أبو صفية                      |
| –  | أمين عام مجلس الوزراء                | نعيم أبو الحمص (16 مايو 2012–1 يناير 2013) | صلاح عليان (1 يناير 2013–6 يونيو 2013)              |

## وصلات خارجية
- موقع مجلس الوزراء